# NGC 3277
NGC 3277 este o galaxie seyfert de tip 2⁠(d) situată în constelația Leul Mic. A fost descoperită în 11 aprilie 1785 de către William Herschel. Se află la o distanță de 23,9 de megaparseci de Pământ.